# Cylindromyrmex brevitarsus
Cylindromyrmex brevitarsus (лат.) — вид тропических муравьёв рода Cylindromyrmex (Formicidae). Специализированы на питании различными видами термитов (термитофагия).

## Распространение
Неотропика. Южная Америка (Бразилия, Венесуэла, Коста-Рика,  Мексика, Перу, Эквадор).

## Описание
Мелкие узкотелые муравьи с короткими ногами и удлинённой головой. Длина тела рабочих от 4,2 до 6,44 мм (самки до 9,4 мм). Отличаются коричневым цветом (голова и брюшко до чёрного), бороздчатым только в основании 1-м тергитом и гладким вторым тергитом брюшка, небольшими жвалами с примерно 6 зубцами, длинной головой (она почти в 1,4 раза длиннее своей ширины; длина 0,86—1,20 мм; ширина HW 0,75—0,98 мм), и мелкими плоскими глазами (более 30 фасеток). Основная окраска чёрная и блестящая; ноги светлее. Голова, грудь и стебелёк покрыты глубокими продольными бороздками. Усики короткие, скапус достигает лишь половины длины головы. Обитают в древесных полостях и в термитниках. Биология малоисследована. Хищники, термитофаги.

## Классификация
Вид был впервые описан по рабочим особям из Бразилии в 1925 году, имеет сложную таксономическую историю. Ранее включался в состав трибы Cylindromyrmecini, которая относилась к подсемейству Ponerinae, или, по другим сведениям, в подсемейство Cerapachyinae. С 2016 года относится к Dorylinae.